# Canton de Couiza

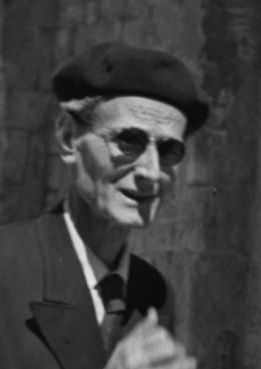
Déodat Roché (1877-1978) conseiller général de 1945 à 1949.

Le canton de Couiza est une ancienne division administrative française située dans le département de l'Aude.

## Géographie
Ce canton était organisé autour de Couiza dans l'arrondissement de Limoux. Son altitude variait de 211 m (Montazels) à 1 227 m (Bugarach) pour une altitude moyenne de 421 m.

## Histoire
Le canton de Couiza a été créé le 6 janvier 1805 sur les débris du canton d'Arques qui était supprimé.

## Représentation

### Conseillers généraux de 1833 à 2015
| Période                                  | Période          | Identité                                           | Étiquette        | Qualité |
| ---------------------------------------- | ---------------- | -------------------------------------------------- | ---------------- | --- |
| 1833                                     | 1834 (démission) | Jean Florentin Debosque (1791-?)                   |                  | Propriétaire à Espéraza Elu également en 1833 dans le Canton de Quillan                                           |
| 1834                                     | 1845             | Jean-François Mouisse                              |                  | Fabricant de draps Adjoint au maire de Limoux Conseiller d'arrondissement                                         |
| 1845                                     | 1848             | Raymond Louis Napoléon Mècre                       |                  | Juge de paix à Mouthoumet                                                                                         |
| 1848                                     | 1852             | Louis Fédié                                        | Parti de l'ordre | Propriétaire, maire de Couiza                                                                                     |
| 1852                                     | 1861             | Henri-Alfred de Mauléon-Narbonne Marquis de Nébias |                  | Propriétaire du château de La Serpent                                                                             |
| 1861                                     | 1870             | Jules François                                     |                  | Ingénieur de l'État, inspecteur général des eaux thermales, puis inspecteur des mines                             |
| 1870                                     | 1871             | Henri Paul de Fleury de Blanchefort (1819-1875)    |                  | Propriétaire à Rennes-les-Bains                                                                                   |
| 1871                                     | 1882 (démission) | Léon Roché (1841-1882)                             | Républicain      | Médecin à Arques                                                                                                  |
| 1882                                     | 1889             | Paul Vergnes                                       |                  | Avocat Maire de Carcassonne (1885→1887)                                                                           |
| 1889                                     | 1906 (décès)     | Paul Roché (né en 1848)                            | Républicain      | Notaire Maire d'Arques                                                                                            |
| 1906                                     | 1907             | Calixte Castilla                                   | Rad.             | Huissier, juge de paix à Axat Conseiller d'arrondissement                                                         |
| 1907                                     | 1907 (décès)     | Jules Laffon                                       |                  | Officier de santé Maire de Couiza                                                                                 |
| 1908                                     | 1925             | Hubert Roché                                       | Rad.             | Propriétaire Maire d'Arques                                                                                       |
| 1925                                     | 1940 (décès)     | Paul Baron                                         | Rad.             | Industriel et représentant de fabriques Maire de Montazels Conseiller d'arrondissement                            |
|                                          |                  |                                                    |                  | |
| 1943                                     | 1945             | Jean-Baptiste Bieules                              | Rad.             | Industriel Maire de Couiza Nommé conseiller départemental en 1943                                                 |
|                                          |                  |                                                    |                  | |
| 1945                                     | 1949             | Déodat Roché (fils de Paul Roché)                  | Rad.             | Président honoraire de tribunal, propriétaire Ancien maire d'Arques, Ancien conseiller d'arrondissement           |
| 1949                                     | 1952 (décès)     | Jean-Baptiste Bieules                              | Rad.             | Industriel Maire de Couiza                                                                                        |
| 8 février 1953                           | 1987 (démission) | Robert Capdeville                                  | SFIO PS          | Instituteur Député (1973→1978) Président du Conseil général (1973→1987) Président du Conseil régional (1983→1986) |
| 1987                                     | 1992             | Lucien Faure                                       | PS               | Entrepreneur de maçonnerie Maire de Couiza                                                                        |
| 1992                                     | 1998             | Guy Aurifeuille                                    | RPR              | Retraité du secteur bancaire Maire de Couiza (1989→2001) Député suppléant de Daniel Arata (1993→1997)             |
| 1998                                     | 2015             | Jacques Hortala                                    | PS               | Personnel de direction Maire de Rennes-les-Bains Maire de Couiza (depuis 2008)                                    |
| Les données manquantes sont à compléter. |                  |                                                    |                  | |

### Conseillers d'arrondissement (de 1833 à 1940)
| Période                                  | Période | Identité                       | Étiquette   | Qualité |
| ---------------------------------------- | ------- | ------------------------------ | ----------- | --- |
| 1833                                     | 1839    | Jean Michel Captier jeune      |             | Propriétaire, ancien maire de Rennes                                                                        |
| 1839                                     | 1845    | Jean-Louis Lepaige (1794-1864) |             | Notaire à Couiza                                                                                            |
| 1845                                     | 1848    | Jean Michel Captier jeune      |             | Propriétaire, maire de Rennes                                                                               |
|                                          |         |                                |             | |
| 1855                                     |         | Hubert Roché (1815-1883)       |             | Négociant à Arques                                                                                          |
|                                          |         |                                |             | |
| 1889                                     | 1895    | Henri Mazard                   | Républicain | Propriétaire à Couiza                                                                                       |
| 1895                                     | 1898    | M. Bourrel                     | Républicain | Propriétaire Maire de Roquetaillade                                                                         |
| 1898                                     | 1906    | Calixte Castilla               | Radical     | Employé à la trésorerie générale, huissier, juge de paix à Axat                                             |
| 1907                                     | 1925    | Paul Baron                     | Radical     | Industriel Maire de Montazels (1904-1912)                                                                   |
| 1925                                     | 1934    | Déodat Roché                   | Radical     | Magistrat, propriétaire à Arques                                                                            |
| 1934                                     | 1940    | Henri Siau (1876→1962)         | Radical     | Propriétaire à Couiza                                                                                       |
| 1940                                     |         |                                |             | Les conseils d'arrondissement ont été suspendus par la loi du 12 octobre 1940 et n'ont jamais été réactivés |
| Les données manquantes sont à compléter. |         |                                |             | |

## Composition
Le canton de Couiza regroupait vingt-deux communes.
| Nom                     | Code Insee | Intercommunalité | Superficie (km2) | Population (dernière pop. légale) | Densité (hab./km2) |
| ----------------------- | ---------- | ---------------- | ---------------- | --------------------------------- | ------------------ |
| Couiza (chef-lieu)      | 11103      | CC du Limouxin   | 6,77             | 1 135 (2014)                      | 168                |
| Antugnac                | 11010      | CC du Limouxin   | 9,49             | 305 (2014)                        | 32                 |
| Arques                  | 11015      | CC du Limouxin   | 18,53            | 241 (2014)                        | 13                 |
| Bugarach                | 11055      | CC du Limouxin   | 26,62            | 230 (2014)                        | 8,6                |
| Camps-sur-l'Agly        | 11065      | CC du Limouxin   | 26,35            | 61 (2014)                         | 2,3                |
| Cassaignes              | 11073      | CC du Limouxin   | 3,74             | 49 (2014)                         | 13                 |
| Conilhac-de-la-Montagne | 11097      | CC du Limouxin   | 4,45             | 65 (2014)                         | 15                 |
| Coustaussa              | 11109      | CC du Limouxin   | 4,47             | 50 (2014)                         | 11                 |
| Cubières-sur-Cinoble    | 11112      | CC du Limouxin   | 14,48            | 100 (2014)                        | 6,9                |
| Fourtou                 | 11155      | CC du Limouxin   | 20,46            | 69 (2014)                         | 3,4                |
| Luc-sur-Aude            | 11209      | CC du Limouxin   | 7,67             | 220 (2014)                        | 29                 |
| Missègre                | 11235      | CC du Limouxin   | 7,28             | 65 (2014)                         | 8,9                |
| Montazels               | 11240      | CC du Limouxin   | 4,39             | 587 (2014)                        | 134                |
| Peyrolles               | 11287      | CC du Limouxin   | 14,49            | 85 (2014)                         | 5,9                |
| Rennes-le-Château       | 11309      | CC du Limouxin   | 14,68            | 64 (2014)                         | 4,4                |
| Rennes-les-Bains        | 11310      | CC du Limouxin   | 18,77            | 261 (2014)                        | 14                 |
| Roquetaillade           | 11323      | CC du Limouxin   | 11,35            | 210 (2014)                        | 19                 |
| La Serpent              | 11376      | CC du Limouxin   | 9,59             | 85 (2014)                         | 8,9                |
| Serres                  | 11377      | CC du Limouxin   | 4,06             | 60 (2014)                         | 15                 |
| Sougraigne              | 11381      | CC du Limouxin   | 18,43            | 90 (2014)                         | 4,9                |
| Terroles                | 11389      | CC du Limouxin   | 6,63             | 15 (2014)                         | 2,3                |
| Valmigère               | 11402      | CC du Limouxin   | 5,94             | 15 (2014)                         | 2,5                |

## Démographie
| 1962  | 1968  | 1975  | 1982  | 1990  | 1999  | 2006  | 2011  | 2012  |
| ----- | ----- | ----- | ----- | ----- | ----- | ----- | ----- | ----- |
| 3 705 | 3 572 | 3 503 | 3 511 | 3 814 | 3 611 | 3 829 | 3 995 | 4 049 |